# ジョン・ウェルズ (音声学者)
ジョン・クリストファー・ウェルズ（英語：John Christopher Wells, 1939年3月11日 - ）は、イギリスの音声学者であり、エスペランティストである。1912年、ユニヴァーシティ・カレッジ・ロンドン（UCL）にイギリスで最初の音声学科を開設したDaniel Jonesの後継者として、20世紀で最も高名な音声学者とされている。

## 生涯
1939年、Wellsは、イングランド南東部からランカシャー州に移住した牧師Philipe Wells（南アフリカ出身）の長男として生まれた。母はリーズ出身の教師であった。2人の弟がいる。後の著書で、彼は自らを「生まれも育ちも北部人である（英語："a northerner … by birth and upbringing"）」と言っているが、彼は南部の予備校に通い、その後、サリー州にあるSt John's Schoolという全寮制のパブリック・スクールに通った。
St John’s Schoolではウェールズ語などの語学を学び、また独学でグレッグ式速記法を習得した。彼が提出した履歴書によると、10カ国語の知識を持っているという。その経歴もあって、彼は内務省から話者の識別を行う仕事を持ちかけられたが、当時はまだゲイという存在が受け入れられないと考えられていたため、セキュリティチェックによって自身の性的指向が公になることを恐れて断ったという。2006年9月に、1968年からのパートナーであるモントセラト出身のGabriel Parsonsとパートナーシップを結んだ。
St John’s Schoolを卒業後、ケンブリッジ大学トリニティ・カレッジに進み、古典の学士を取得した。だが、特にJohn Trim（UCLでDaniel Jonesのスタッフとして高く評価されていた人物）の影響で、言語学、特に音声学に強い関心を持つようになっていた。Trimの推薦を受け、UCLの音声学科で2年間、「A study of the formants of the pure vowels of British English」という修士論文に取り組み、その後も同学科で精力的に質の高い論文を発表し続けた。その後、Wellsはロンドン大学で修士号と博士号を取得した。
1962年、UCLの講師となる。
1971年、国際音声学会の幹事及び国際音声学会が発行する学会誌の編集委員に就任した（～1987年）。
1983年、UCLで夏季休暇中に実施される「The UCL Summer School in English Phonetics」という2週間の音声学の授業担当者に着任した（～2006年）。このコースは実践的な音声学と理論的な音声学、さらには音声学の教育の側面に焦点を当てている。最終日には、筆記試験と口頭試験が行われ、合格者にIPA Certificate of Proficiency in the Phonetics of Englishが授与される。
1989年、世界エスペラント協会の会長に就任した（～1995年）。
1990年、UCLの音声学科長に就任した（～2000年）。
2003年、国際音声学会の会長に就任した（～2007年）。また、リンガフォン社の6人からなる学術諮問委員会委員に就任した。
2006年、UCLの名誉教授を退任。音声学的な話題を扱うブログの投稿を始めた。
2013年、ブログの終了を発表し、最後のメッセージとして「もし新しいことを言うことがなければ、最善の策は話すのをやめることだ（英語："if I have nothing new to say, then the best plan is to stop talking."）」と語った。

## 主な研究
- イギリス英語の方言：特に河口域英語
- エスペラント語
- Unicode
- X-SAMPA ASCII

Wellsは、IPA記号を扱えないデジタルコンピュータで使用するためのX-SAMPA ASCII表音文字の発明者でもある。1990年代半ばにはHTMLを学び、そのコンセプトに懐疑的であったものの、HTMLを有効活用して、自身の研究の1つである河口域英語をまとめたWebページを作成している。そういった点からも、Wellsは長い間、音声学研究の先駆者として活躍していたことが分る。

## 功績

### A study of the formants of the pure vowels of British English
先述したように、John Trim（UCLでDaniel Jonesのスタッフとして高く評価されていた人物）の影響で、言語学、特に音声学に強い関心を持つようになっていたWellsは、Trimの推薦を受け、UCLの音声学科で2年間、「A study of the formants of the pure vowels of British English」という修士論文に取り組んだ。
しかし、『Esperanto Dictionary』（1969年）や、演劇教師であるGreta Colsonとの共著『Practical Phonetics』（1971年）、『Jamaican Pronunciation in London』（1973年）の執筆中は、この論文の執筆が中断されていた。また、1970年には「Local accents in England and Wales」という20ページを超える論文を発表しており、本論文の完成には時間を要した。
完成した論文は、その後の十数年間で、Wellsの大作と言わしめる『Accents of English』の執筆のきっかけとなった。また、A. C. Gimsonが『Introduction to the Pronunciation of English』で本論文を引用した。音声学界では、それほどの注目すべき素晴らしき論文であると言われている。

### Longman Pronunciation Dictionary
1990年、Wellsは英語発音辞典である『Longman Pronunciation Dictionary（LPD）』を製作した。LPDは、単に発音辞典として、単語の発音を検索する機能を有するだけでなく、英語の発音に関する簡易的な説明が組み込まれており、基本母音図も掲載されている。また、伝統的なイングランド南部の英語のアクセントだけではなく、北部や中部の教養のあるイギリス人の発音も扱っており、一般的なアメリカ人の発音についても、アメリカで出版されている発音辞典より優れたものを掲載している。
2000年の第2版と2008年の第3版では、50以上の外国語からの借用語の原語の発音をIPAで表記している。

### English Intonation
2006年、285ページからなる『English Intonation』を出版した。この本は、特に上級のEFL学習者のために、イギリス英語のイントネーションの特徴についての様々な難問を解説している。なお、『English Intonation』は、2008年1月に心理学言語科学専攻人間コミュニケーション科学科に統合されたUCLの音声学科最後の音声学研究として、その名を轟かせている。

## 論文
- Local accents in England and Wales
- A study of the formants of the pure vowels of British English

## 著書
- Accents of English
- English Intonation: an Introduction
- Sounds Interesting: Observations on English and General Phonetics
- Sounds Fascinating: Further Observations on English Phonetics and Phonology
- Practical Phonetics
- The Sounds of the IPA
- Jamaican Pronunciation in London
- Lingvistikaj Aspektoj de Esperanto
- Geiriadur Esperanto / Kimra Vortaro
- Longman Pronunciation Dictionary
- Concise Esperanto and English Dictionary